# Type 800 TELB
Le type 800 est un type d'automotrice pour tramway en service aux Tramways électriques de Lille et sa banlieue (TELB) sur le tramway de Lille.

## Histoire
Après un premier prototype construit en 1934, les TELB construisent dans leur ateliers 81 motrices entre 1935 et 1936.

### Aménagement

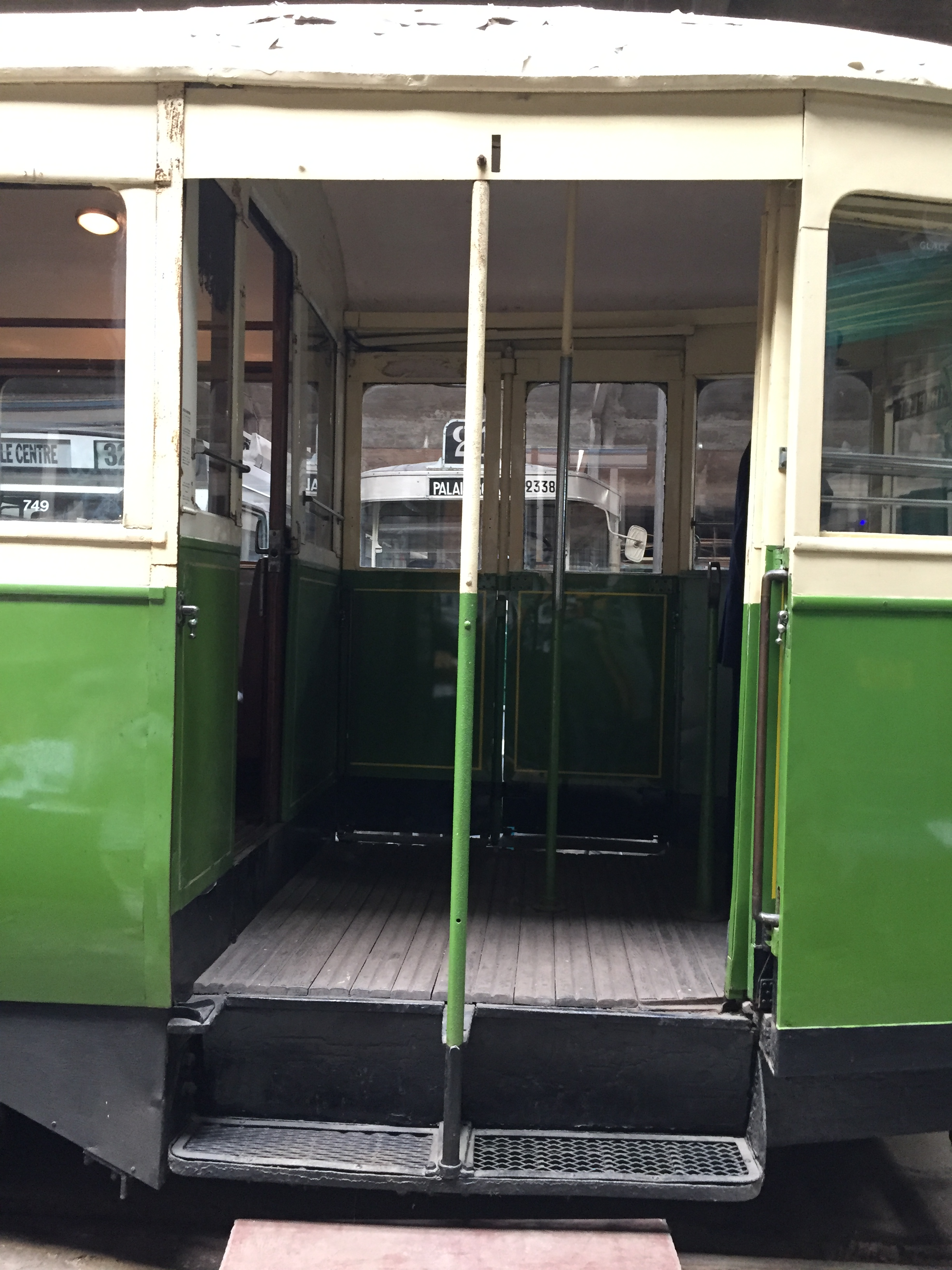
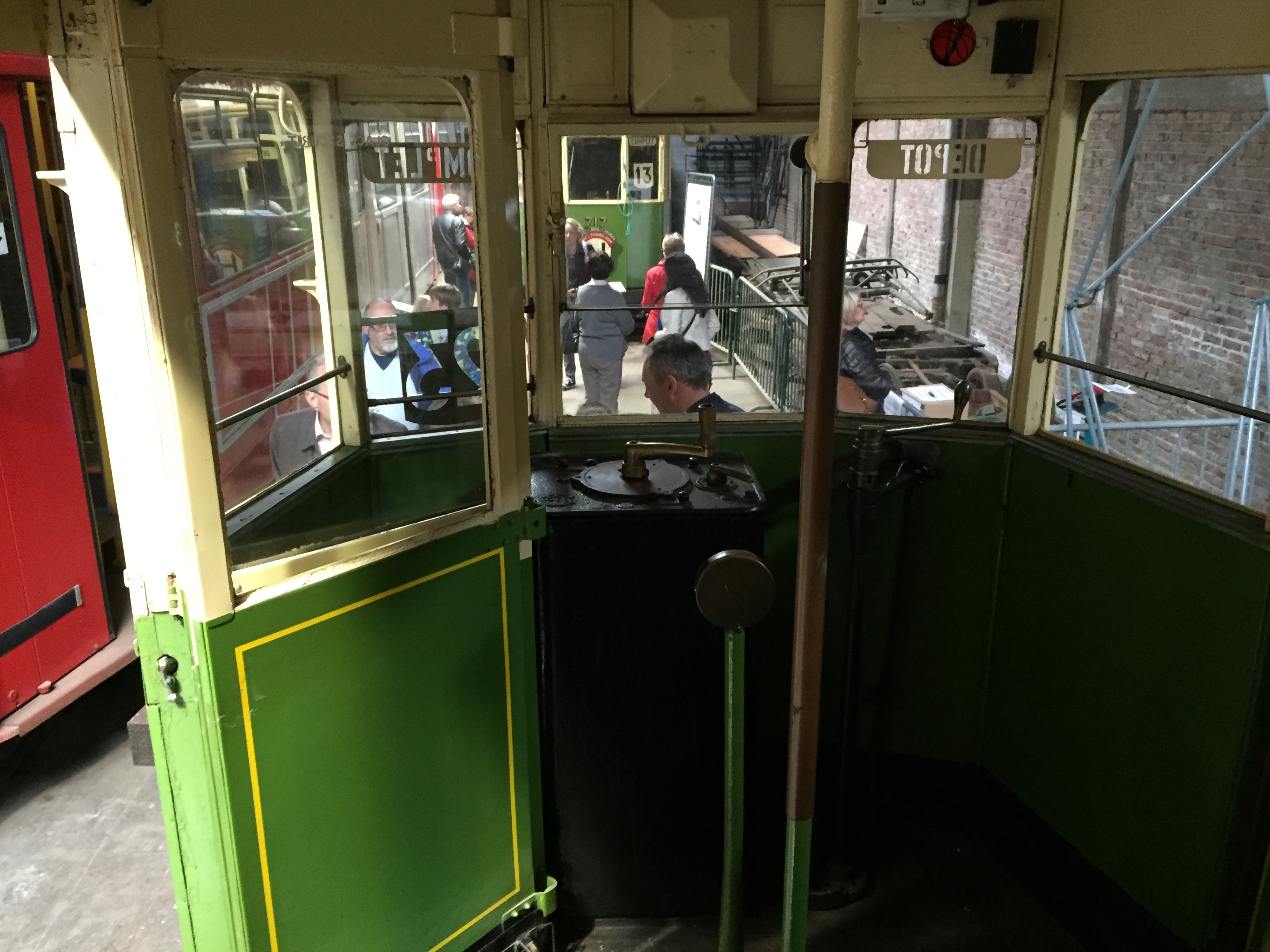
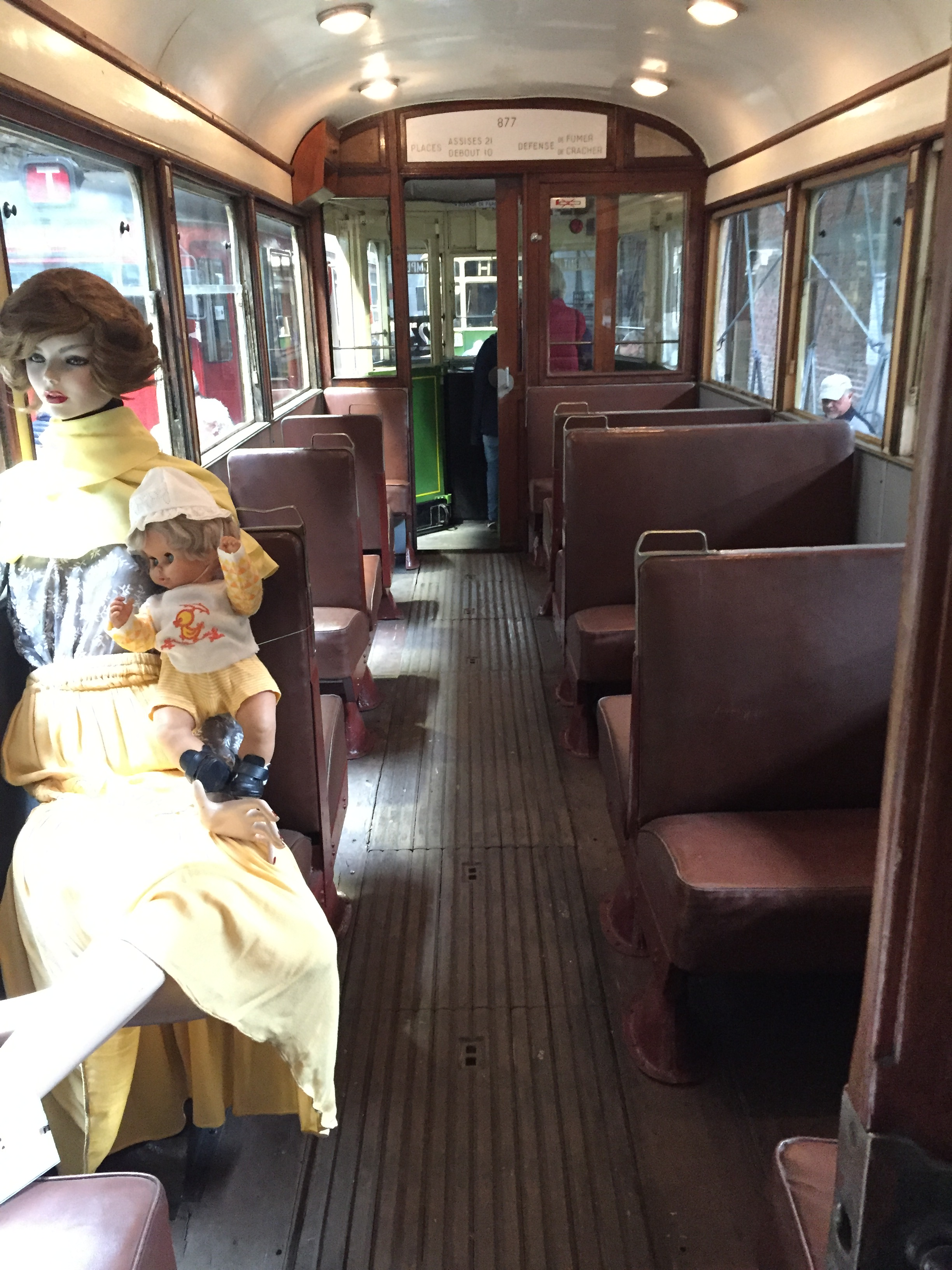

## Caractéristiques[1]

### Générales
Nombre : 82 ;
Numéros : 800-881.

## Matériel préservé
| Illustration | Entité | Type                       | Numéro |
| ------------ | ------ | -------------------------- | ------ |
|              | AMTUIR | 500/1 (série homogénéisée) | 551    |